# Lima, Leksands kommun
Lima är en by i Leksands socken, Leksands kommun.
Byns ålder är oklar, men säkerligen medeltida. Ortnamnet kommer med största sannolikhet av det fornsvenska ordet lim (ljus). Det är dock oklart om Limsjön, vid vilken byn ligger fått namn av byn eller tvärtom. Det har antagits att även sjön Opplimen namngivits från byn Lima, samt att byarna Norr och Sör Lindberg (som ursprungligen skrevs Limberg) fått sitt namn från Lima.
Byn omtalas första gången 1459, då en 'Lauris i Lima' omnämns i samband med ett ting i Hälla. Troligen är dock byn äldre än så. År 1501 hölls ting i Lima med allmogen i Leksands socken. I handlingar vid tinget omtalas tre olika bönder från byn. Enligt 1539 års jordebok fanns 8 skattebönder i byn.
År 1709 hade antalet bönder ökat till 22. I slutet av 1800-talet hade antalet gårdar stigit till 38. Byn har sakta förflyttat sig västerut mot skogskanten, från ett ursprungligt läge nere vid sjön. De äldsta bevarade byggnaderna i byn är från 1600-talet.